# سیارک ۲۵۴۹۲
سیارک ۲۵۴۹۲ (به انگلیسی: 25492 Firnberg، نامگذاری:1999XF85) بیست و پنج هزار و چهارصد و نود و دومین سیارک کشف شده‌است که در ۷ دسامبر ۱۹۹۹ کشف شد.
قدر مطلق سیارک برابر ۱۲.۳ است.